# Planetoida podwójna
Planetoida podwójna – ciało niebieskie, składające się z dwóch związanych ze sobą siłami grawitacyjnymi planetoid o porównywalnych rozmiarach. Obiegają one wspólny środek masy układu. Jeśli któryś ze składników układu jest znacznie mniejszy od drugiego, należy określać go raczej mianem księżyca planetoidy.
Na podstawie obserwacji prawie stu planetoid podwójnych, grupa astronomów pod kierownictwem Petra Praveca z Instytutu Astronomicznego w Ondrejovie wykazała, że głównym procesem prowadzącym do powstawania planetoid podwójnych jest efekt YORP. Efekt ten w pewnych okolicznościach może prowadzić do rozpędzenia prędkości rotacji do dużej wartości. W zależności od gęstości planetoidy, gdy jej prędkość rotacji dojdzie do około 2 do 4 godzin ciało to może ulec podziałowi. W przypadku planetoid o średnicy około 10 kilometrów efekt YORP może doprowadzić do podziału w czasie kilku bądź kilkunastu milionów lat.
Po podziale ciała orbity nowych ciał są chaotyczne. Z czasem jednak mniejszy obiekt zaczyna podbierać energię rotacyjną większego ciała. Powoduje to wolniejszą rotację większego obiektu oraz poszerzenie orbity mniejszego obiektu. W efekcie w niektórych wypadkach dochodzi do rozerwania takiego układu i podziału na dwie niezależne planetoidy.
Z tych samych obserwacji wynika, że część układów podwójnych zawiera jeszcze trzecie, małe ciało. Obecnie nie wiadomo jeszcze czy powstaje ono drogą kolejnych podziałów, czy też jest przechwytywane z zewnątrz.
Planetoidy podwójne można znaleźć właściwie w każdej grupie planetoid w Układzie Słonecznym:
- planetoidy pasa głównego: (90) Antiope i S/2000 (90) 1,
- trojańczycy: (617) Patroclus i Menoetius,
- obiekty dysku rozproszonego: (48639) 1995 TL8 i S/2002 (48639) 1,
- planetoidy bliskie Ziemi: (69230) Hermes.